# Горбы (Псковская область)
Горбы — деревня в Струго-Красненском районе Псковской области России. Входит в состав сельского поселения «Новосельская волость».

## География
Находится на северо-востоке региона, в юго-западной части района, в обезлесенной местности.
Уличная сеть не развита.

## История
Согласно Закону Псковской области от 28 февраля 2005 года  деревня Горбы вошла в состав образованного муниципального образования Хрединская волость с 1 января 2006 года.
До апреля 2015 года деревня Горбы входила в  Хрединскую волость.
В соответствии с Законом Псковской области от 30 марта 2015 года № 1508-ОЗ   деревня Горбы, вместе с другими селениями упраздненной Хрединской волости, вошла в состав образованного муниципального образования Новосельская волость.

## Население
| 2001 | 2002 | 2010 | 2011 |
| ---- | ---- | ---- | ---- |
| 25   | ↗26  | ↘11  | ↗14  |

## Инфраструктура
Вывоз леса и деревообработка.
Почтовое отделение, обслуживающее д. Горбы, — 181121; расположено в д. Хредино.

## Транспорт
Просёлочные дороги, между д. Поречье и урочищем Красные Огороды.